# IQAN
IQAN är ett registrerat varumärke och samlingsnamn för en produktfamilj med CAN-buss baserade elektroniska styrenheter inom företaget Parker Hannifins produktsortiment. Systemet används för styrning och kontroll av hydrauliska system på mobila arbetsmaskiner. IQAN-systemet programmeras med ett Windowsbaserat grafiskt programspråk.

## Historik
Styrsystemet med varumärket IQAN utvecklades av de tre civilingenjörerna Thomas Lundgren, Christer Sahlberg och Knut Leiulfsrud på mitten av 1990-talet inom ett eget företag med säte i Mölnlycke. Systemet introducerades i sin första version på marknaden omkring 1995. Samma år 1995 gick dåvarande VOAC Hydraulik AB, in som delägare i bolaget i Mölnlycke. Bakgrunden var att VOAC:s egna satsningar på programmerbara elektroniska styrsystem hade dragit ut på tiden. VOAC fann att det var lämpligt att förvärva delar av IQAN som också hade ett färdigutvecklat CAN-buss baserat styrsystem som inom några år från mitten av 1990-talet utvecklades som det ledande kommunikationssystemet för elektronik till mobila arbetsmaskiner, som tidigare främst hade utnyttjats inom personbilsindustrin. I februari 1996 förvärvades VOAC av Parker Hannifin och systemet IQAN kom på detta sätt att integreras i Parker Hannifins systemkomponenter för mobila arbetsmaskiner.

### Fotnoter
1. ↑  CAN är en förkortning av Controller Area Network, ett kommunikationssystem för distribuerad elektronik med krav på enkel utbyggnad, uppdelning i olika tillvalsutrustningar och snabb datakommunikation mellan olika styrenheter, utvecklat av Bosch, för i första hand applikationer inom fordonsindustrin för styrning av motorelektronik och olika funktioner som ABS-bromsar, antisladdsystem etc.
2. ↑  Vector solutions CAN.